# Matthew West

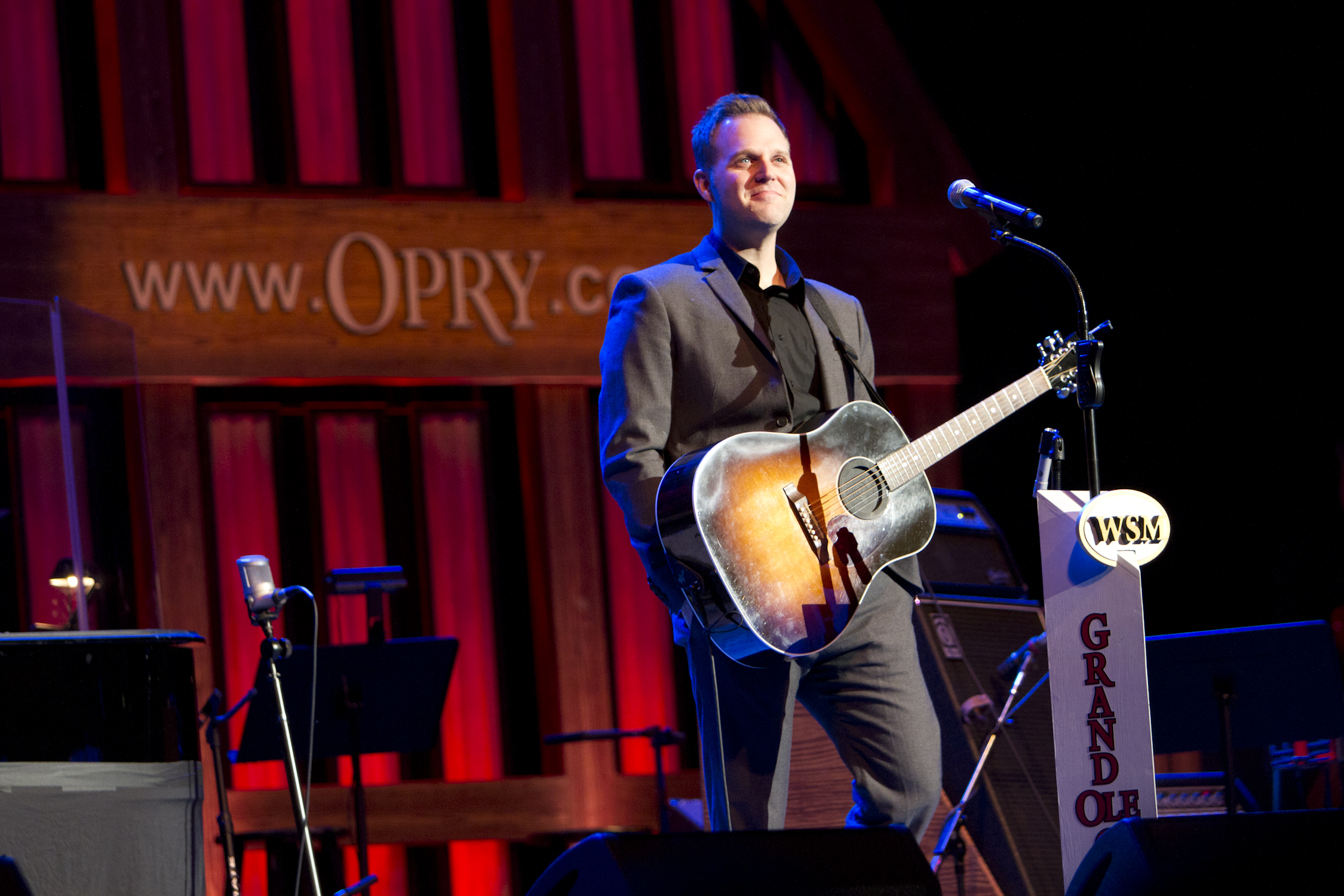
Matthew West (2012)

Matthew West (* 25. April 1977 in Downers Grove, Illinois) ist ein US-amerikanischer Musiker im Bereich christliche Popmusik.

## Biographie
West war an der High School ein erfolgreicher Baseballspieler; nachdem er aber ein Musikstipendium an der Millikin University bekommen hatte, entschied er sich für die Musiklaufbahn. Bereits während des Studiums veröffentlichte er mehrere eigene Alben. Nach dem Abschluss 1999 arbeitete er jedoch erst einmal als Songautor und schrieb unter anderem für Billy Ray Cyrus, die Rascal Flatts und Point of Grace.
Das Major-Label Universal nahm ihn 2003 unter Vertrag und veröffentlichte noch im selben Jahr das erste Album mit dem Titel Happy, das mit einem Dove Award der Gospel Music Association ausgezeichnet wurde. Seine Debütsingle More wurde einer der Radiohits der Christian-Music-Sender. Auch das zweite Album History brachte weitere erfolgreiche Lieder hervor, der kommerzielle Erfolg hielt sich aber in Grenzen. Nach seiner ersten großen Tournee stellten sich zudem Stimmprobleme ein, die ihn 2007 zu einer Operation und einer längeren Pause zwangen.
Im Jahr darauf kehrte er jedoch mit dem Album Something to Say erfolgreicher als je zuvor zurück. Erstmals kam er unter die Top 100 der US-Albumcharts und der Song You Are Everything wurde der Hit des Jahres in den Christian Charts. Mit The Motions und dem Album-Bonussong Give This Christmas Away, ein Duett mit Amy Grant, hatte er zwei weitere Nummer-eins-Hits in den Genrecharts.
Das Album The Story of Your Life, das 2010 erschien, konnte zwar an die Lied-Erfolge nicht anknüpfen, war aber mit Platz 42 der offiziellen Albumcharts sein bislang erfolgreichstes.

## Diskografie

### Studioalben
| Jahr | Titel                  | Höchstplatzierung, Gesamtwochen, AuszeichnungChartplatzierungen (Jahr, Titel, Platzierungen, Wochen, Auszeichnungen, Anmerkungen) | Höchstplatzierung, Gesamtwochen, AuszeichnungChartplatzierungen (Jahr, Titel, Platzierungen, Wochen, Auszeichnungen, Anmerkungen) | Anmerkungen                                                        |
| Jahr | Titel                  | US | Christ | Anmerkungen                                                        |
| ---- | ---------------------- | --- | --- | ------------------------------------------------------------------ |
| 1997 | September Sun          | — | — | Erstveröffentlichung: 1997                                         |
| 1998 | Every Step of the Way  | — | — | Erstveröffentlichung: 1998                                         |
| 2002 | Sellout                | — | — | Erstveröffentlichung: 5. Februar 2002 Wiederveröffentlichung: 2006 |
| 2003 | Happy                  | — | Christ28 (6 Wo.)Christ | Erstveröffentlichung: 26. Dezember 2003                            |
| 2005 | History                | — | Christ17 (17 Wo.)Christ | Erstveröffentlichung: 21. Juni 2005                                |
| 2008 | Something to Say       | US95 (6 Wo.)US | Christ7 (87 Wo.)Christ | Erstveröffentlichung: 15. Januar 2008                              |
| 2010 | The Story of Your Life | US42 (7 Wo.)US | Christ3 (71 Wo.)Christ | Erstveröffentlichung: 5. Oktober 2010                              |
| 2012 | Into the Light         | US51 (20 Wo.)US | Christ4 (78 Wo.)Christ | Erstveröffentlichung: 25. September 2012                           |
| 2015 | Live Forever           | US51 (2 Wo.)US | Christ1 (74 Wo.)Christ | Erstveröffentlichung: 28. April 2015                               |
| 2017 | All In                 | US65 (1 Wo.)US | Christ2 (39 Wo.)Christ | Erstveröffentlichung: 22. September 2017                           |
| 2020 | Brand New              | — | Christ4 (86 Wo.)Christ | Erstveröffentlichung: 14. Februar 2020                             |
| 2023 | My Story Your Glory    | — | Christ1 (11 Wo.)Christ | Erstveröffentlichung: 17. Februar 2023                             |
| 2024 | Don’t Stop Praying     | — | Christ4 (5 Wo.)Christ | Erstveröffentlichung: 4. Oktober 2024                              |

### Kompilationen
| Jahr | Titel                            | Höchstplatzierung, Gesamtwochen, AuszeichnungChartsChartplatzierungen (Jahr, Titel, Platzierungen, Wochen, Auszeichnungen, Anmerkungen) | Anmerkungen                          |
| Jahr | Titel                            | Christ | Anmerkungen                          |
| ---- | -------------------------------- | --- | ------------------------------------ |
| 2019 | Hello, My Name Is: Greatest Hits | Christ33 (12 Wo.)Christ | Erstveröffentlichung: 2. August 2019 |

### Weihnachtsalben
| Jahr | Titel                           | Höchstplatzierung, Gesamtwochen, AuszeichnungChartplatzierungen (Jahr, Titel, Platzierungen, Wochen, Auszeichnungen, Anmerkungen) | Höchstplatzierung, Gesamtwochen, AuszeichnungChartplatzierungen (Jahr, Titel, Platzierungen, Wochen, Auszeichnungen, Anmerkungen) | Anmerkungen                            |
| Jahr | Titel                           | US | Christ | Anmerkungen                            |
| ---- | ------------------------------- | --- | --- | -------------------------------------- |
| 2011 | The Heart of Christmas          | US165 (2 Wo.)US | Christ9 (13 Wo.)Christ | Erstveröffentlichung: 4. Oktober 2011  |
| 2016 | Unto Us: A Christmas Collection | — | Christ21 (10 Wo.)Christ | Erstveröffentlichung: 22. Oktober 2016 |
| 2021 | We Need Christmas               | — | Christ41 (4 Wo.)Christ | Erstveröffentlichung: 29. Oktober 2021 |

### EPs
| Jahr | Titel            | Höchstplatzierung, Gesamtwochen, AuszeichnungChartplatzierungen (Jahr, Titel, Platzierungen, Wochen, Auszeichnungen, Anmerkungen) | Höchstplatzierung, Gesamtwochen, AuszeichnungChartplatzierungen (Jahr, Titel, Platzierungen, Wochen, Auszeichnungen, Anmerkungen) | Anmerkungen                           |
| Jahr | Titel            | US | Christ | Anmerkungen                           |
| ---- | ---------------- | --- | --- | ------------------------------------- |
| 2020 | Walking Miracles | — | Christ45 (2 Wo.)Christ | Erstveröffentlichung: 17. Januar 2011 |

### Singles
| Jahr | Titel Album                                               | Höchstplatzierung, Gesamtwochen, AuszeichnungChartsChartplatzierungen (Jahr, Titel, Album, Platzierungen, Wochen, Auszeichnungen, Anmerkungen) | Anmerkungen                                                |
| Jahr | Titel Album                                               | Christ | Anmerkungen                                                |
| --- | --------------------------------------------------------- | --- | ---------------------------------------------------------- |
| 2003 | More Happy                                                | Christ1 (60 Wo.)Christ |                                                            |
| 2003 | The End Happy                                             | Christ16 (21 Wo.)Christ |                                                            |
| 2003 | You Know Where to Find Me Happy                           | Christ31 (8 Wo.)Christ |                                                            |
| 2005 | Next Thing You Know (Thirteen) History                    | Christ3 (26 Wo.)Christ |                                                            |
| 2005 | Only Grace History                                        | Christ6 (38 Wo.)Christ |                                                            |
| 2005 | History                                                   | Christ13 (18 Wo.)Christ |                                                            |
| 2006 | Let It Snow, Let It Snow, Let It Snow –                   | Christ11 (3 Wo.)Christ |                                                            |
| 2008 | You Are Everything Something to Say                       | Christ1 (47 Wo.)Christ |                                                            |
| 2008 | Something to Say                                          | Christ8 (21 Wo.)Christ |                                                            |
| 2008 | The Motions Something to Say                              | Christ1 Platin · (52 Wo.)Christ | Verkäufe: + 1.000.000                                      |
| 2008 | Save a Place for Me Something to Say                      | Christ17 (21 Wo.)Christ |                                                            |
| 2010 | Give This Christmas Away The Heart of Christmas           | Christ1 (6 Wo.)Christ | feat. Amy Grant                                            |
| 2010 | My Own Little World The Story of Your Life                | Christ6 (21 Wo.)Christ |                                                            |
| 2010 | Strong Enough The Story of Your Life                      | Christ3 Gold · (47 Wo.)Christ | Verkäufe: + 500.000                                        |
| 2011 | One Last Christmas The Heart of Christmas                 | Christ11 (5 Wo.)Christ |                                                            |
| 2011 | The Heart of Christmas                                    | Christ2 (5 Wo.)Christ |                                                            |
| 2012 | Forgiveness Into the Light                                | Christ2 (40 Wo.)Christ |                                                            |
| 2013 | Hello, My Name Is Into the Light                          | Christ1 Gold · (43 Wo.)Christ | Verkäufe: + 500.000                                        |
| 2014 | Do Something Into the Light                               | Christ4 (26 Wo.)Christ |                                                            |
| 2014 | A Christmas to Believe In Unto Us: A Christmas Collection | Christ22 (5 Wo.)Christ |                                                            |
| 2015 | Day One Live Forever                                      | Christ10 (26 Wo.)Christ |                                                            |
| 2015 | Grace Wins Live Forever                                   | Christ5 (35 Wo.)Christ |                                                            |
| 2016 | Mended Live Forever                                       | Christ13 (32 Wo.)Christ |                                                            |
| 2016 | Unto Us Unto Us: A Christmas Collection                   | Christ21 (4 Wo.)Christ |                                                            |
| 2017 | Broken Things All In                                      | Christ5 Gold · (37 Wo.)Christ | Verkäufe: + 500.000                                        |
| 2017 | Jesus & You All In                                        | Christ38 (1 Wo.)Christ |                                                            |
| 2018 | The Beautiful Things We Miss All In                       | Christ43 (4 Wo.)Christ |                                                            |
| 2018 | All In                                                    | Christ12 (23 Wo.)Christ |                                                            |
| 2018 | Mercy Is a Song All In                                    | Christ26 (21 Wo.)Christ | Erstveröffentlichung: 5. Oktober 2018                      |
| 2019 | Unplanned –                                               | Christ27 (7 Wo.)Christ | Erstveröffentlichung: 22. März 2019                        |
| 2019 | The God Who Stays Brand New                               | Christ3 (40 Wo.)Christ | Erstveröffentlichung: 26. Juli 2019                        |
| 2019 | Truth Be Told Brand New                                   | Christ3 Gold · (44 Wo.)Christ | Verkäufe: + 500.000                                        |
| 2020 | Take Heart Brand New (Deluxe Edition)                     | Christ50 (1 Wo.)Christ | Erstveröffentlichung: 10. April 2020                       |
| 2020 | The Hope of Christmas We Need Christmas                   | Christ28 (4 Wo.)Christ | Erstveröffentlichung: 16. Oktober 2020                     |
| 2021 | What If Brand New                                         | Christ8 (28 Wo.)Christ | Erstveröffentlichung: 13. August 2021 feat. Lathan Warlick |
| 2021 | Modest Is Hottest –                                       | Christ22 (1 Wo.)Christ |                                                            |
| 2022 | Me on Your Mind My Story Your Glory                       | Christ1 (28 Wo.)Christ | Erstveröffentlichung: 18. Februar 2022                     |
| 2022 | Wonderful Life My Story Your Glory                        | Christ37 (1 Wo.)Christ | Erstveröffentlichung: 22. April 2022                       |
| 2022 | How Good of God My Story Your Glory                       | Christ47 (1 Wo.)Christ | Erstveröffentlichung: 29. Juli 2022                        |
| 2022 | Come Home For Christmas –                                 | Christ24 (5 Wo.)Christ | Erstveröffentlichung: 28. Oktober 2022                     |
| 2023 | You Changed My Name My Story Your Glory                   | Christ38 (19 Wo.)Christ | Erstveröffentlichung: 20. Januar 2023                      |
| 2023 | Because of Bethlehem –                                    | Christ23 (4 Wo.)Christ | Erstveröffentlichung: 27. Oktober 2023                     |
| 2024 | Don’t Stop Praying                                        | Christ5 (34 Wo.)Christ | Erstveröffentlichung: 5. Januar 2024                       |
| Folgende Lieder erschienen nicht als Single, wurden aber durch das Album zum Download und Streaming bereitgestellt und konnten somit eine Platzierung erlangen: |                                                           | |                                                            |
| |                                                           | |                                                            |
| 2022 | We Need Christmas                                         | Christ38 (1 Wo.)Christ |                                                            |
| 2023 | I Trust Jesus My Story Your Glory                         | Christ31 (5 Wo.)Christ | feat. Jenn Johnson                                         |
| 2024 | Unashamed Don’t Stop Praying                              | Christ13 (35 Wo.)Christ |                                                            |

Weitere Singles
- 2008: The Center
- 2008: Hold You Up
- 2009: When I Say I Do
- 2011: Family Tree

### Gastbeiträge
| Jahr | Titel Album                           | Höchstplatzierung, Gesamtwochen, AuszeichnungChartsChartplatzierungen (Jahr, Titel, Album, Platzierungen, Wochen, Auszeichnungen, Anmerkungen) | Anmerkungen                                             |
| Jahr | Titel Album                           | Christ | Anmerkungen                                             |
| ---- | ------------------------------------- | --- | ------------------------------------------------------- |
| 2007 | Christmas Makes Me Cry It’s Christmas | Christ3 (5 Wo.)Christ | Mandisa feat. Matthew West                              |
| 2019 | Nobody Only Jesus                     | Christ3 Platin · (50 Wo.)Christ | Casting Crowns feat. Matthew West Verkäufe: + 1.000.000 |